# Ilhas Gimnésias

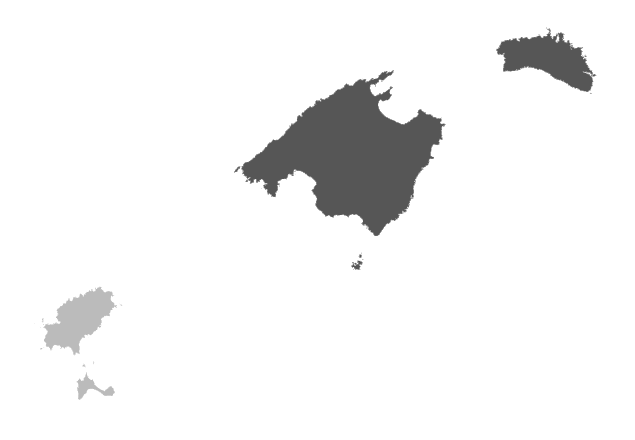
Ilhas Gimnésias (em cor mais escura)

Ilhas Gimnésias (em grego antigo, Gymnēsiai) era a designação dada pelos antigos gregos às duas ilhas maiores do arquipélago das Ilhas Baleares: Mallorca e Menorca, habitadas então pelo povo talayótico. Os gregos distinguiam assim estas ilhas das Ilhas Pitiusas (Ibiza e Formentera), despovoadas até ao século VII a.C.
A ilha de Cabrera e algumas ilhas mais pequenas (como Dragonera, Conejera ou a Ilha do Ar) podem enquadrar-se no arquipélago das Gimnésias ou, no caso de Cabrera e Conejera, de um subarquipélago denominado arquipélago de Cabrera (Parque Nacional Marítimo-Terrestre do Arquipélago de Cabrera).
A designação antiga foi recente retomada, sobretudo nos meios académicos e científicos.